# Gislaved
Gislaved ist ein Industrieort in der schwedischen Provinz Jönköpings län und der historischen Provinz Småland, etwa 70 Kilometer südlich von Jönköping. Gislaved ist Hauptort der gleichnamigen Gemeinde.
Die bekannte Gummiindustrie Gislaved AB mit den Autoreifenwerken wurde 1992 an Continental AG verkauft; die Werke wurden 2001 geschlossen und die Produktion nach Portugal verlegt. Die Reifenmarke Gislaved wurde allerdings weitergeführt.

## Verkehr
Gislaved hatte von 1901 bis 1990 einen Bahnhof an der Bahnstrecke Reftele–Gislaved.